# Iseo

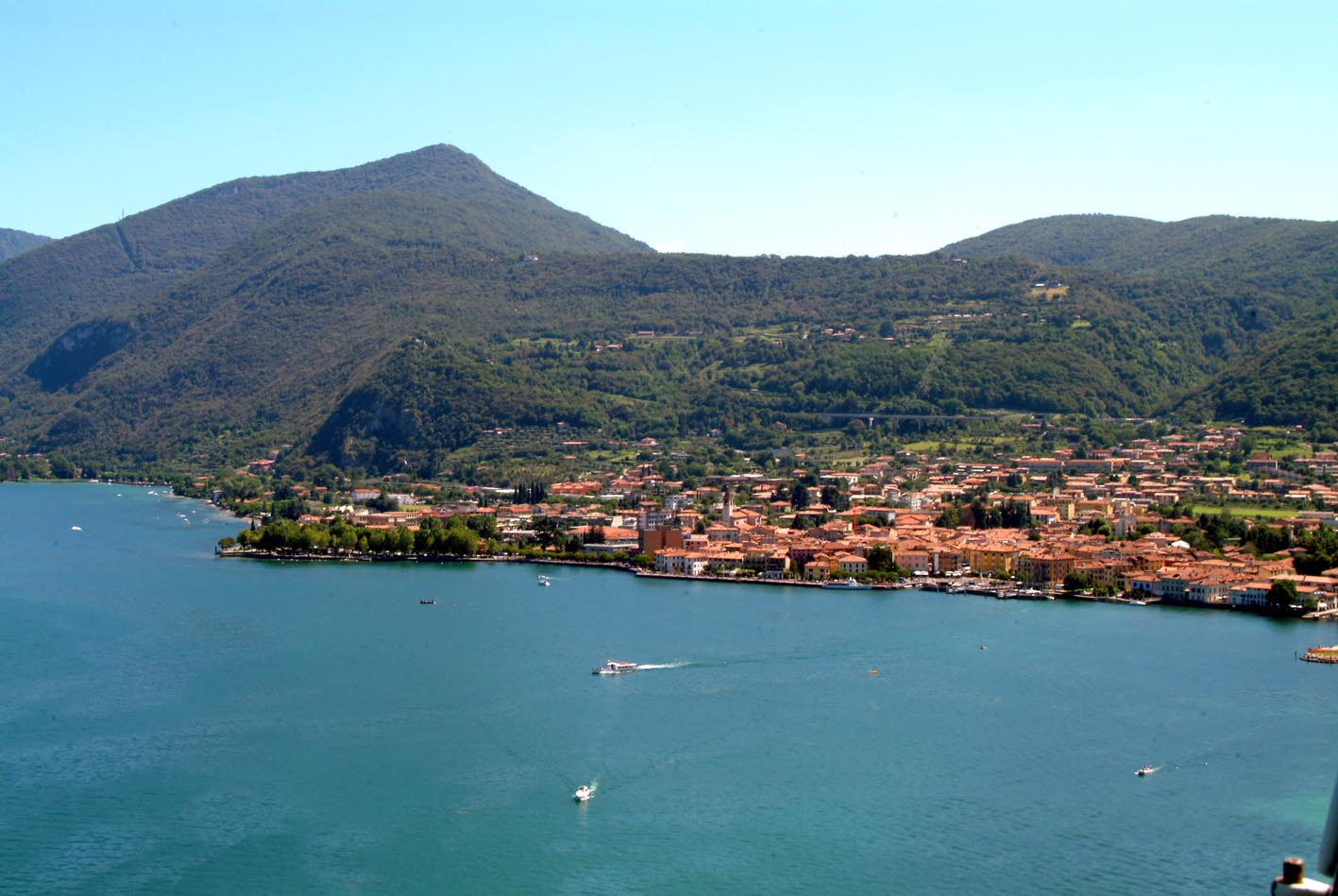

Iseo là một đô thị thuộc tỉnh Brescia trong vùng Lombardia ở Ý. Đô thị này có diện tích 25 km², dân số thời điểm 31 tháng 12 năm 2004 là 8812 người.
Đô thị này có các làng sau: Covelo, Pilzone, Clusane.
Đô thị này giáp với các đô thị sau: Adro, Corte Franca, Monte Isola, Monticelli Brusati, Paratico, Polaveno, Predore, Provaglio d'Iseo, Sarnico, Sulzano, Tavernola Bergamasca.